# Turbolinux
Turbolinux — дистрибутив Linux, который создан японской компанией Turbolinux Inc. Дистрибутив ориентирован на азиатских пользователей.
Turbolinux представляет собой набор дистрибутивов для рабочих станций и встраиваемых систем. Turbolinux Client 12.5 — первое обновление дистрибутива после выхода в ноябре 2007 года стабильной версии 12. Релиз 12.5 имеет срок поддержки — 3 года сопровождения (maintenance) и ещё 4 года обновлений системы безопасности. Элементами Turbolinux Client 12.5 являются ядро 3.1.10, рабочее окружение KDE 3.5.9, X.Org Server 1.4.0.90, Firefox 14.0.1, Thunderbird 14.0. Из репозитория доступно дополнительное ПО, в том числе LibreOffice 3.5.5.

## Дистрибутив
Распределение Turbolinux было создано как ребрендинг Red Hat дистрибутива Pacific HiTech сотрудника Скотта Стоуна. Скотт был инженером по выпуску версии 3.6.
Turbolinux отличается включением лицензионных копий двоичных кодеков CyberLink PowerDVD и Windows Media.

## Компания
Компания была основана в 1992 году как Pacific HiTech в Санди, штате Юта, США.
Pacific HiTech изменила своё название на Turbolinux в июне 1999 года, чтобы лучше идентифицировать его флагманский продукт.
Millers были «прекращены без причины» от Turbolinux в июле 2000 года после разногласий с венчурными капиталистами.
После нескольких раундов увольнений Turbolinux продало своё название и распространение в японской корпорации программного обеспечения SRA в сентябре 2002 года. Бывшая штаб-квартира в Брисбене, Калифорния, вскоре закрыла свои двери и все операции были перенесены в Сибую, Токио, Япония.
Turbolinux успешно завершил IPO на Осакской фондовой бирже в сентябре 2005 года, подписанный Nikko Citigroup, Livedoor Securities Co. Ltd. и Mizuho Investors Securities Co., Ltd.

## История версий
Ниже приводится список версий Turbolinux в хронологическом порядке.
| Дата выхода | Версия | Кодовое имя |
| ----------- | ------ | ----------- |
| 1998-06-16  | 1.0    | kyoto       |
| 1999-04-11  | 2.0    | okinawa     |
| 1999-06-20  | 3.0    | karatu      |
| 1999-08-24  | 4.0    | нет         |
| 2000-03-22  | 4.2    | нет         |
| 2001-08-16  | 6.0    | нет         |
| 2001-11-02  | 7      | monza       |
| 2002-07-22  | 8      | silverstone |
| 2003-10-24  | 10D    | suzuka      |
| 2004-05-28  | 10F    | suzuka      |
| 2004-10-29  | 10S    | suzuka      |
| 2005-11-28  | 11     | fuji        |
| 2007-11-29  | 11S    | musasabi    |
| 2007-11-29  | 12D    | magny-cours |
| 2012-08-29  | 12.5   | 12.5        |